# ديفيد دوايت بالدوين
ديفيد دوايت بالدوين (بالإنجليزية: David Dwight Baldwin)‏ هو عالم نبات أمريكي، ولد في 26 نوفمبر 1831 في هونولولو في الولايات المتحدة، وتوفي بنفس المكان في 16 يونيو 1912.